# Orange Park
Orange Park è una città degli Stati Uniti d'America, situata in Florida, nella Contea di Clay.